# Inger Pehrsson
Inger Elvira Pehrsson, född Nylin den 5 maj 1935 i Göteborg, är en svensk scenograf och kostymör för filmer och teater.
Pehrsson tilldelades en Guldmask för bästa kostym 1993, 1996, 2003 och 2007. Hon har erhållit Bergmanpriset och fått medalj av kungen för sina insatser inom kulturen.
Hon har en son tillsammans med fastighetsmiljardären Jan Pehrsson.

## Teater

### Kostym (ej komplett)
| År   | Produktion                                                         | Upphovsmän                                                                                                | Regi               | Teater                    |
| ---- | ------------------------------------------------------------------ | --- | ------------------ | ------------------------- |
| 1976 | Chez nous                                                          | Per Olov Enquist och Anders Ehnmark                                                                       | Lars Göran Carlson | Dramaten                  |
| 1983 | Arsenik och gamla spetsar Arsenic and Old Lace                     | Joseph Kesselring                                                                                         | Lars Amble         | Maximteatern              |
| 1984 | Bäddat för sex A Bedfull of Foreigners                             | Dave Freeman Översättning Gösta Bernhard                                                                  | Herman Ahlsell     | Chinateatern              |
| 1986 | Ringo                                                              | Birgitta Götestam, Göran Arnberg och Magnus Fermin                                                        | Birgitta Götestam  | Göta Lejon                |
| 1987 | Omaka par The Odd Couple                                           | Neil Simon                                                                                                | Lars Amble         | Maximteatern              |
| 1989 | Happy End Situation Comedy                                         | Brian Cooke och Johnnie Mortimer Översättning Sven Melander, bearbetning Lars Amble och Brasse Brännström | Lars Amble         | Maximteatern              |
| 1991 | Stilla natt Season's Greetings                                     | Alan Ayckbourn Översättning Göran O. Eriksson                                                             | Jacob Nordenson    | Boulevardteatern          |
| 1996 | Lill & Svensson                                                    | Lill Lindfors, Lennart R Svensson m.fl.                                                                   | Lars Amble         | Maximteatern              |
| 1996 | Solskenspojkarna The Sunshine Boys                                 | Neil Simon                                                                                                | Hans Klinga        | Intiman                   |
| 1997 | Spelman på taket Fiddler on the Roof                               | Joseph Stein, Jerry Bock och Sheldon Harnick                                                              | Lars Rudolfsson    | Malmö Opera               |
| 1998 | Kämpa på A Lady of Letters Sova bland säckar Bed Among the Lentils | Alan Bennett Översättning och bearbetning Lars Amble och Brasse Brännström                                | Lars Amble         | Maximteatern              |
| 1998 | Pengarna eller livet Funny Money                                   | Ray Cooney Översättning och bearbetning Lars Amble och Brasse Brännström                                  | Lars Amble         | Maximteatern              |
| 2000 | Maken till fruar Run for Your Wife                                 | Ray Cooney                                                                                                | Bo Hermansson      | Oscarsteatern             |
| 2003 | Fritänkaren                                                        | August Strindberg                                                                                         | Richard Turpin     | Strindbergs Intima Teater |
| 2003 | Nysningen The Good Doctor                                          | Neil Simon                                                                                                | Johan Wahlström    | Stockholms stadsteater    |
| 2005 | Tryck stjärna                                                      | Bodil Malmsten                                                                                            | Christian Tomner   | Dramaten                  |
| 2006 | Singin' in the rain                                                | Betty Comden, Adolph Green, Arthur Freed och Nacio Herb Brown                                             | Bo Hermansson      | Oscarsteatern             |
| 2008 | Det går an                                                         | Carl Jonas Love Almqvist                                                                                  | Philip Zandén      | Parkteatern               |

## Priser och nomineringar
| År   | Uppsättning         | Pris                                                 | Kategori                                                   | Resultat |
| ---- | ------------------- | ---------------------------------------------------- | ---------------------------------------------------------- | -------- |
| 1987 |                     | Ingmar Bergman-priset                                |                                                            | Vann     |
| 1993 | Press               | Guldmasken                                           | Bästa kostym                                               | Vann     |
| 1995 | I nöd och lust      | Guldmasken                                           | Bästa kostym                                               | Vann     |
| 2001 |                     | H.M. Konungens medalj, 8:e storleken i högblått band | För konstnärligt betydelsefulla insatser som kostymskapare | Vann     |
| 2003 | Chess               | Guldmasken                                           | Bästa kostym                                               | Vann     |
| 2007 | Singin' in the Rain | Guldmasken                                           | Bästa kostym                                               | Vann     |

### Fotnoter
1. ↑  [https://skdeco.ru/en/utepliteli/kakoi-rak-byl-u-tarkovskogo-andrei-tarkovskii-poslednie-dni-geniya-skandalnaya.html Intervju (översatt till engelska)
2. ↑  ”Teaterannons”. Dagens Nyheter:  s. 59. 29 september 1983. http://arkivet.dn.se/arkivet/tidning/1983-09-29/264/59. Läst 25 januari 2016.
3. ↑  Marcus Boldemann (22 januari 1984). ”Ordinär sexkomedi utan större finess”. Dagens Nyheter:  s. 23. http://arkivet.dn.se/tidning/1984-01-22/20/23. Läst 21 januari 2017.
4. ↑  Marcus Boldemann (26 oktober 1986). ”Ungdomlig 'Ringo' på Göta Lejon: En alltför enkel historia”. Dagens Nyheter:  s. 28. http://arkivet.dn.se/arkivet/tidning/1986-10-26/291/28. Läst 18 september 2016.
5. ↑  Ingegärd Waarenperä (27 september 1987). ”'Omaka par' på Maxim: Kvinnlig komedikonst”. Dagens Nyheter:  s. 24. http://arkivet.dn.se/arkivet/tidning/1987-09-27/262/24. Läst 25 januari 2016.
6. ↑  ”Teaterannons”. Dagens Nyheter:  s. 63. 2 oktober 1989. http://arkivet.dn.se/tidning/1989-10-02/267/63. Läst 29 oktober 2016.
7. ↑  Tove Ellefsen (7 oktober 1991). ”Intelligent svart komik: Boulevardteatern firar tragisk engelsk jul”. Dagens Nyheter:  s. B4. https://arkivet.dn.se/tidning/1991-10-07/273/18. Läst 14 april 2018.
8. ↑  Pia Huss (2 februari 1996). ”Intelligent hälsopiller tinar själen”. Dagens Nyheter. http://www.dn.se/arkiv/teater/intelligent-halsopiller-tinar-sjalen/. Läst 29 oktober 2016.
9. ↑  ”Solskenspojkarna”. Chinateatern. Arkiverad från originalet den 23 september 2015. https://web.archive.org/web/20150923202938/http://www.chinateatern.se/show/solskenspojkarna/. Läst 3 september 2015.
10. ↑  Martin Nyström (21 september 1997). ”Bedövande vackert. Lars Rudolfsson har gjort 'Spelman på taket' till en färgstark och brokig fresk”. Dagens Nyheter. Arkiverad från originalet den 25 januari 2016. https://web.archive.org/web/20160125131213/http://www.dn.se/arkiv/kultur/musikal-bedovande-vackert-lars-rudolfsson-har-gjort-spelman-pa-taket. Läst 24 september 2015.
11. ↑  Pia Huss (19 januari 1998). ”Orden motarbetar sig själva: Gunnel Lindblom och Lena Nyman kämpar med ett klumpigt tillyxat pjäsmaterial på Maxim”. Dagens Nyheter. Arkiverad från originalet den 30 oktober 2016. https://web.archive.org/web/20161030000035/http://www.dn.se/arkiv/teater/orden-motarbetar-sig-sjalva-gunnel-lindblom-och-lena-nyman-kampar/. Läst 29 oktober 2016.
12. ↑  Pia Huss (23 september 1998). ”Resan till Barcelona får problem”. Dagens Nyheter. http://www.dn.se/arkiv/teater/teater-resan-till-barcelona-far-problem/. Läst 29 oktober 2016.
13. ↑  ”Maken till fruar”. Chinateatern. Arkiverad från originalet den 23 september 2015. https://web.archive.org/web/20150923202907/http://www.chinateatern.se/show/maken-till-fruar/. Läst 3 september 2015.
14. ↑  Leif Zern (14 mars 2003). ”En djärv fritänkare kliver upp ur graven. Urpremiär på Strindbergs pjäs på hans egen scen”. Dagens Nyheter. https://www.dn.se/arkiv/kultur/en-djarv-fritankare-kliver-upp-ur-graven-urpremiar-pa-strindbergs-pjas-pa-hans-egen-scen/. Läst 7 juni 2019.
15. ↑  ”Singin' in the Rain”. Chinateatern. Arkiverad från originalet den 19 september 2015. https://web.archive.org/web/20150919161043/http://www.oscarsteatern.se/show/singinin-the-rain/. Läst 3 september 2015.